# بلارتغان
بلارتغان (بالفارسية: پلارتگان) هي قرية تقع في قسم غركن الشمالي الريفي (مقاطعة فلاورجان) في إيران. يقدر عدد سكانها بـ 215 نسمة بحسب إحصاء 2016.